# Rodney King
Rodney Glen King (ur. 2 kwietnia 1965 w Sacramento, zm. 17 czerwca 2012 w Rialto) – Afroamerykanin, który stał się rozpoznawalny po tym, jak w 1991 został brutalnie pobity przez policjantów.

## Pobicie
3 marca 1991 roku został zatrzymany do kontroli drogowej przez patrol czterech białych funkcjonariuszy LAPD, a następnie pobity. Całe wydarzenie zostało nagrane na taśmę wideo przez przypadkowego świadka, George’a Hollidaya, który zarejestrował działania funkcjonariuszy z balkonu apartamentu. Później materiał trafił do mediów. Na nagraniu widać m.in., jak kilku policjantów przez ponad minutę bije leżącego Kinga.
Przeciwko policjantom (Laurence Powell, Timothy Wind, Theodore Briseno i Stacey Koon) wniesiono oskarżenie. 29 kwietnia 1992 roku policjantów uniewinniono, a na ulice Los Angeles wyszli czarnoskórzy mieszkańcy, którzy wzniecili trwające sześć dni zamieszki, w czasie których doszło do kradzieży i podpaleń. Powodem była frustracja czarnoskórych, którzy przekonani byli, że do uniewinnienia policjantów doszło wyłącznie z powodów rasowych. W zamieszkach zginęły 63 osoby, ponad 2 tysiące osób zostało rannych, a straty materialne wyceniono na ok. miliard dolarów. Zajścia nazywane są niekiedy „powstaniem Rodneya Kinga”.
W efekcie zajść, w następnym procesie z 16 kwietnia 1993 roku, dwóch policjantów (Laurence Powell i Stacey Koon) zostało skazanych. Pozostałych dwóch funkcjonariuszy (Timothy Wind i Theodore Briseno) uniewinniono. Ostatecznie King w cywilnych procesach wygrał 3,8 mln dolarów odszkodowania.

## Późniejsze problemy z prawem
W następnych latach King był aresztowany, m.in. w 1994 roku i dwukrotnie w 2011 roku. W marcu 2011 roku prowadził samochód nie posiadając przy sobie prawa jazdy, natomiast w lipcu tego samego roku prowadził samochód pod wpływem alkoholu. W 1996 roku, za pobicie żony, Kinga skazano na trzy miesiące więzienia.
17 czerwca 2012 roku żona Kinga, Cynthia Kelly znalazła go nieprzytomnego, leżącego na dnie basenu. King niezwłocznie został przetransportowany do pobliskiego szpitala, gdzie zmarł. 23 sierpnia 2012 roku w wyniku sekcji zwłok we krwi denata znaleziono alkohol, marihuanę, kokainę i PCP. Najprawdopodobniej te środki przyczyniły się do śmierci taksówkarza. King pochowany został na cmentarzu Forest Lawn Memorial Park, znajdującym się w Los Angeles.

## W kulturze popularnej
Kadry z nagrania pobicia przez policję Kinga zainspirowały jedną z prac Banksy’ego – Grand terrace. 
Nagranie z pobicia Rodneya Kinga przez policjantów zostało użyte w pierwotnej nieocenzurowanej wersji teledysku Michaela Jacksona „They Don't Care About Us”.